# Oskar Raif
Carl Oskar (Oskar) Raif (Den Haag, 31 juli 1847- Berlijn, 29 juli 1899) was een Duits pianist, geboren in Nederland.

## Oskar Raif
Hij was zoon van musicus Carl Raif en Maria Barbara Vogel. Musicus Franz Botgorschek was getuige bij de geboorteaangifte. Hijzelf trouwde in 1878 met pianiste en leerlinge van hem Alexandra Brodrück. 
Het was in zijn jeugd niet duidelijk of hij zich zou ontwikkelen tot kunstschilder of musicus. Door de aansturing van zijn vader, van wie hij ook de eerste muzieklessen kreeg, werd het uiteindelijk de muziek. Zijn start daarin was niet optimaal. Hij kreeg in 1866 kort lessen van Hans von Bülow in München, maar een val en een oorlog noopten hem enige tijd te stoppen. Er was tussen 1867-1869 een langere periode van pianoles, nu onder Carl Tausig in Berlijn, die daar een eigen piano-academie voerde. Na de studie daar werd Raif er ook zelf leraar; geluk had hij niet; in 1870 sloot de academie haar deuren. Hij was vanaf 1875 te vinden als docent/professor aan de Königliche Hochschule in Berlijn; een functie die hij tot 1890 aanhield.
Hij had gedurende zijn leeftijd een combinatie van virtuoos pianospel, raffinement in de aanslag (aldus Joseph Joachim bij een concert uit 1896), met theoretische onderbouw. Dat laatste resulteerde in een niet gepubliceerd boekwerk over toontrillingen. Als docent stond hij bekend als aimabel. Zijn loopbaan als musicus was van korte duur want hij trok zich al snel terug van de podia. 
De beeldende kunst bleef echter ook op de achtergrond doorwerken. Hij schetste en schilderde met allerlei materialen en bouwde miniatuurhuisjes. Daarnaast was hij verwoed bergwandelaar; was lid van de Österreichische Alpenverein en Schweizer Alpenclub. Regelmatig volgden wandeltochten in kanton  
Glarus en rond het Walenmeer.
Hij componeerde ook een beperkt aantal werken. Zijn opus 1, een pianoconcert, haalde de persen van uitgeverij Breitkopf & Härtel; het vertoont invloeden van Frédéric Chopin. Er is een uitvoering bekend van het werk in het Paleis voor Volksvlijt door het Paleisorkest (voorloper van het Concertgebouworkest onder leiding van Johannes Meinardus Coenen (solist Arie van de Weg). Andere werken zijn walsen voor vierhandig piano (opps 4, 7, en 9) werden uitgegeven door Barth. Een sonate voor piano en viool (opus 11) kwam weer uit bij Breitkopf und Härtel. Er is nog melding gemaakt van een strijkkwartet maar dat haalde toentertijd geen gedrukte versie.  
Hij kwam beroerd aan zijn einde, nierfalen in najaar 1898 verlamde hem deels, een herseninfarct in januari 1899 verslechterde zijn gezondheid, op 29 juli 1899 stierf hij.

## Carl Raif
Vader Carl Raif (Schlütterthal, 24 augustus 1817-Berlijn,25 april 1881) was hoornist in de kapel van Groothertogdom Baden, orkesten in Basel, Kaisersberg en Bern. In 1846 was hij werkzaam in de hofkapel in Den Haag. Vanaf 1853 was hij directeur van de muziekschool Zwolle. Hij trok na een aantal jaren naar zijn zoon in Berlijn en stierf aldaar. Tijdens zijn Zwolse periode speelde het Stedelijk Muziekkorps wel werken van hem met algemene titels als Les hespérides, Marsch Triumphale, Marche Nationale en Concertouverture; soms onder eigen leiding. 